# Beatus vir (Górecki)
Pour les articles homonymes, voir Beatus vir.
Beatus vir (opus 38) est une œuvre pour baryton, chœur mixte et orchestre composée par Henryk Górecki en 1978-1979.

## Historique
Cette pièce a été commandée en 1977 par le cardinal Karol Wojtyla (futur Jean-Paul II à qui elle est dédiée) afin de célébrer les 900 ans de la mort du martyr catholique polonais Stanislas de Szczepanów, évêque de Cracovie. Elle est composée par Górecki du 2 avril au 19 mai 1979 à Katowice.
La première de l'œuvre a eu lieu le 9 juin 1979 à Cracovie sous la baguette du compositeur dirigeant Jerzy Mechlinski et l'orchestre philharmonique de Cracovie à l'occasion de la première visite en Pologne du pape nouvellement élu l'année précédente et en sa présence.

## Structure
Beatus vir est composé d'un mouvement unique dont l'exécution dure environ 32 minutes.

## Discographie
- Beatus vir, Nikita Storojev (baryton), John Nelson (dir.), Orchestre philharmonique tchèque et Chœur philharmonique de Prague, Argo Records, Decca Records, 1993
- Beatus vir, Tamás Altorjay (baryton), Tamás Pál (dir.), Fricsay Symphonic Orchestra et Bartók Chorus, Stradivarius, 1993, 2001
- Beatus vir, Andrzej Dobber (baryton), Antoni Wit (dir.), Chœur de la radio polonaise et Chœur de l'Orchestre de la Philharmonie de Silésie, Naxos Records, 2001